# Samsung Galaxy Ace 2
O Samsung Galaxy Ace 2, modelo número i8160, é um smartphone produzido pela Samsung que roda o sistema operacional Android. Anunciado pela Samsung em fevereiro de 2012 e lançado em maio do mesmo ano, o Galaxy Ace 2 é o sucessor do Galaxy Ace Plus, que por sua vez sucedeu o primeiro Galaxy Ace.
O Galaxy Ace 2 é um dos modelos planejados pela Samsung para integrar sua linha de smartphones medianos superiores, posicionando-se logo abaixo dos modelos de topo. Ele possui um processador de dois núcleos de 800 MHz NovaThor U8500 e um processador gráfico Mali-400.
A versão do sistema operacional Android à época do lançamento foi a 2.3.6 Gingerbread, e a Samsung emitiu um comunicado informando aos seus usuários que o Ace 2 não receberia uma atualização para a versão 4.0 Ice Cream Sandwich, mas que receberia uma atualização direto para a versão 4.1 Jelly Bean.
Em 2013 a Samsung Atualizou o Galaxy Ace 2 para Jelly Bean, começando pelo modelo I8160, depois o I8160P e por último o I8160L.